# Ганонг, Трэвис
Трэ́вис Гано́нг (англ. Travis Ganong; 14 июля 1988, Траки) — американский горнолыжник, специализировавшийся в скоростных дисциплинах. Призёр и победитель этапов Кубка мира, вице-чемпион мира в скоростном спуске.

## Карьера
Трэвис Ганонг дебютировал в Кубке мира 28 ноября 2009 года в канадском Лейк Луизе. Первые старты оказались для него не слишком удачными и американец сошёл с дистанции как в супергиганте, так и в скоростном спуске. В конце того же сезона Ганонг занял в норвежском Квитфьелле 28 место в супергиганте и набрал первые кубковые очки в карьере.
В 2011 году в Гармиш-Партенкирхене участвовал в чемпионате мира, но в обоих скоростных дисциплинах занимал места за пределами пятнадцати лучших.
Ганонг вошёл в состав сборной США на Игры в Сочи, где достаточно неплохо выступив в скоростном спуске и занял пятое место. В супергиганте выступил не слишком успешно и расположился на итоговой 23-й позиции. После окончания Олимпиады Ганонг стал в Квитфьелле третьим в скоростном спуске, впервые поднявшись в тройку сильнейших.
В сезоне 2014/15 Ганонг одержал первую победу в карьере, выиграв скоростной спуск в итальянской Санта-Катерине. На домашнем для себя чемпионате мира американец достаточно неожиданно стал вице-чемпионом мира в скоростном спуске, проиграв 0,24 с швейцарцу Патрику Кюнгу.
Встречается с канадской горнолыжницей Мари-Мишель Ганьон.

## Подиумы на этапах Кубка мира (6)
| № | Сезон   | Дата        | Место проведения    | Дисциплина       | Место |
| - | ------- | ----------- | ------------------- | ---------------- | ----- |
| 1 | 2013/14 | 1 мар 2014  | Квитфьелль          | Скоростной спуск | 3     |
| 2 | 2014/15 | 28 дек 2014 | Санта-Катерина      | Скоростной спуск | 1     |
| 3 | 2015/16 | 28 ноя 2015 | Лейк Луиз           | Скоростной спуск | 3     |
| 4 | 2016/17 | 27 янв 2017 | Гармиш-Партенкирхен | Скоростной спуск | 1     |
| 5 | 2021/22 | 3 дек 2021  | Бивер-Крик          | Супергигант      | 3     |
| 6 | 2022/23 | 21 янв 2023 | Кицбюэль            | Скоростной спуск | 3     |